# Iris Dworeck-Danielowski
Iris Dworeck-Danielowski (* 16. Februar 1978 in Wesel) ist eine deutsche Politikerin der Alternative für Deutschland (AfD). Sie war von 2017 bis 2022 Mitglied des Landtags von Nordrhein-Westfalen.

## Privatleben und Beruf
Sie wuchs als jüngstes von fünf Geschwistern in Wesel auf und besuchte dort das Gymnasium. Sie absolvierte eine Ausbildung zur Steuerfachangestellten und arbeitete dann in Dinslaken zunächst für eine Steuerkanzlei, später für ein Industriemontage-Unternehmen. Berufsbegleitend ließ sie sich zur Heilpraktikerin ausbilden. Sie war als Heilpraktikerin tätig und arbeitete danach ab 2005 als Versicherungsangestellte in Köln. Sie ist verheiratet, Mutter zweier Kinder und wohnt in Köln.

## Politik
Bereits auf der Schule schloss sie sich den Jungdemokraten/Jungen Linken an. Ab dem 18. Lebensjahr war sie Mitglied der PDS. 2014 wurde sie Mitglied der AfD und im Kreisverband Köln aktiv. 2015 wurde sie zur stellvertretenden Kreisvorsitzenden für Köln gewählt, dieses Amt gab sie 2017 auf. Sie ist Mitarbeiterin bei der Erstellung des Grundsatzprogramms.
Bei der Landtagswahl in Nordrhein-Westfalen 2017 kandidierte sie als Direktkandidatin im Landtagswahlkreis Köln III sowie auf Platz 10 der Landesliste, über die sie für die AfD in den Landtag einzog. Für die Landtagswahl in Nordrhein-Westfalen 2022 kandidierte sie auf Platz 15 der Landesliste sowie als Direktkandidatin im Landtagswahlkreis Köln VII. In ihrem Wahlkreis erreichte sie 4,56 % der abgegebenen Erststimmen. Da auch ihr Platz auf der Landesliste nicht für einen erneuten Einzug in das Landesparlament ausreichte, schied Dworeck-Danielowski aus dem Landtag aus.